# Malta en los Juegos Paralímpicos de Nueva York y Stoke Mandeville 1984
Malta estuvo representada en los Juegos Paralímpicos de Nueva York y Stoke Mandeville 1984 por un deportista masculino. El equipo paralímpico maltés no obtuvo ninguna medalla en estos Juegos.